# Історія Уельсу

Історія Уельсу тісно пов'язана з історією Британії. Сучасний Уельс є складовою частиною Сполученого Королівства Британії та Північної Ірландії. Країна Уельс утворилася, коли, починаючи з 5 століття, на острів почали прибувати англосакси і витіснили племена бритів із південно-східної його частини на захід і на європейський континент. У західній частині Британії утворився Уельс, на континенті — Бретань. У період гептархії, коли на території англосаксів існувало 7 різних королівств, Уельс був незалежним від англосаксів, хоча й не мав єдиної держави. Така ситуація продовжувалася після об'єднання територій англосаксів у єдину Англію й після норманського завоювання до 1282 року, коли англійці повністю підкорили собі землі валлійців. Відтоді спадкоємець британського трону традиційно носить титул принца Уельського.
Попри численні століття англійського домінування, валлійці, на відміну від шотландців та ірландців, уберегли свою мову від майже повного вимирання.
В історії Уельсу можна умовно виділити періоди до римського завоювання Британії, римської Британії, часів незалежних королівств, підкорення Англією, а також загальний для всіх країн та народів період Нової історії.

## Доісторичний Уельс
Найдавнішими людськими рештками, знайденими на території сучасного Уельсу є щелепа неандертальця із Бонтневітських палеонтологічних розкопок у долині річки Елуї. Вона датується 230 тис. років і належить до нижнього палеоліту.  Червону даму з Пейвіленду, людський скелет, забарвлений червою охрою, було викопано у вапняковій печері на півострові Говер. Попри назву, скелет належить юнаку, який жив приблизно 33 тис. років тому в кінці верхнього палеоліту. Цей скелет вважається найдревнішим церемоніальним похованням у Західній Європі. При ньому знайшли прикраси із слонової кістки й екзоскелету, а також череп мамонта.

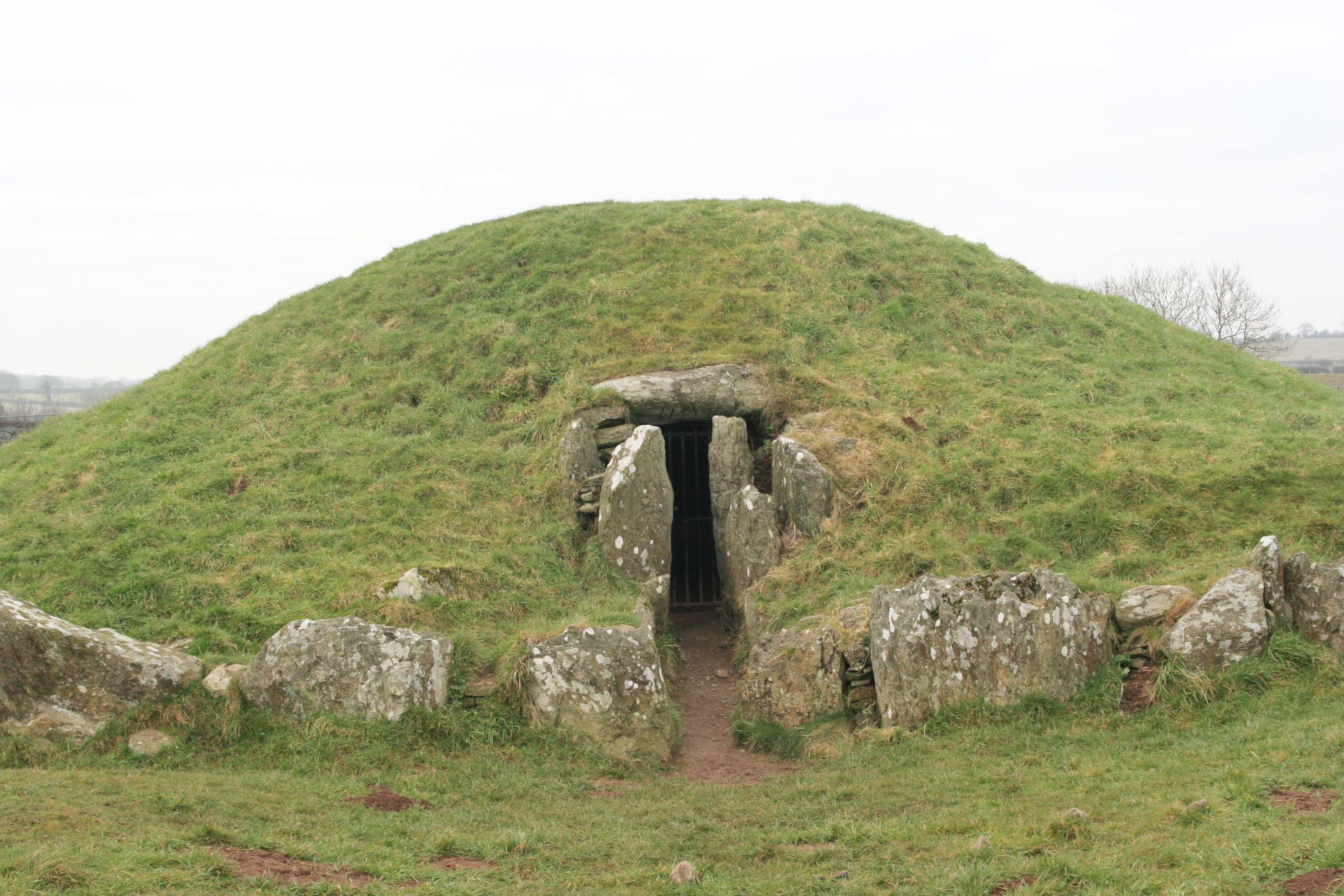
Брин-Келлі-Ді, пізньонеолітичне поховання

Після останнього льодовикового періоду, 10 тис. років тому, Уельс набрав сучасних обрисів, і тоді в ньому поселилися мисливці-збирачі мезоліту. Вважається, що землеробство виникло на цих землях приблизно 6 тис. років тому, що ознаменувало початок неоліту. З тих часів збереглися батато мегалітичних поховань, зокрема дольмени та кромлехи. Серед найбільш значних мегалітів належить Брин-Келлі-Ді та Барклодіад- і- Гаурес, Пентре Іфан у Пембрукширі та Тінкінсвудський могильник в долині Гламорган.
Знаряддя з металу з'явилися приблизно 4,5 тис. років тому, спочатку мідні, потім бронзові. Вважається, що клімат на початку бронзової доби був теплішим, ніж зараз, оскільки збереглося чимало артефактів у гористій місцевості. Під кінець бронзової доби знаряддя ставали дедалі складнішими. Мідь для бронзових виробів, мабуть, поступала з копалень Великого Орма, де збереглися свідчення доісторичного гірництва, що датуються приблизно серединою бронзової доби. Радіовуглецеве датування встановило, що перші земляні укріплення на пагорбах в Уельсі були збудовані саме в цей період. Мабуть, погіршення клімату й частіші дощі призвели до необхідності захищати найбільш родючі землі.
Найдавнішим залізним предметом, знайденим на території Уельсу, є меч із озера Ллун-Фаура, якому 2600 років. Укріплення на пагорбах продовжували будувати упродовж усієї залізної доби. Прикладами є Пен-Дінас поблизу Аберіствіту та Трер-Кейрі на півострові Ллейн. Особливо значною була знахідка 1943 року в Ллін-Керріг-Бах: зброя, щити, колісниці й упряж до них, ланцюги для рабів та різноманітні знаряддя. Чимало речей були навмисне зламані для пожертви.
Донедавна історія Уельсу в доісторичний період подавалася як низка міграцій, але тепер виникла тенденція підкреслювати постійність населення. Вважається, що основна частина корінного населення Уельсу сформувалася приблизно 4 тис. років тому. Дослідження з генетичної історії населення свідчать про неперервність генофонду впродовж верхнього палеоліту, мезоліту та неоліту. Стверджується, що бритські мови, якими розмовляли в усій Британії склалися радше внаслідок «кумулятивної кельтськості», а не завдяки міграціям.

## Римські часи

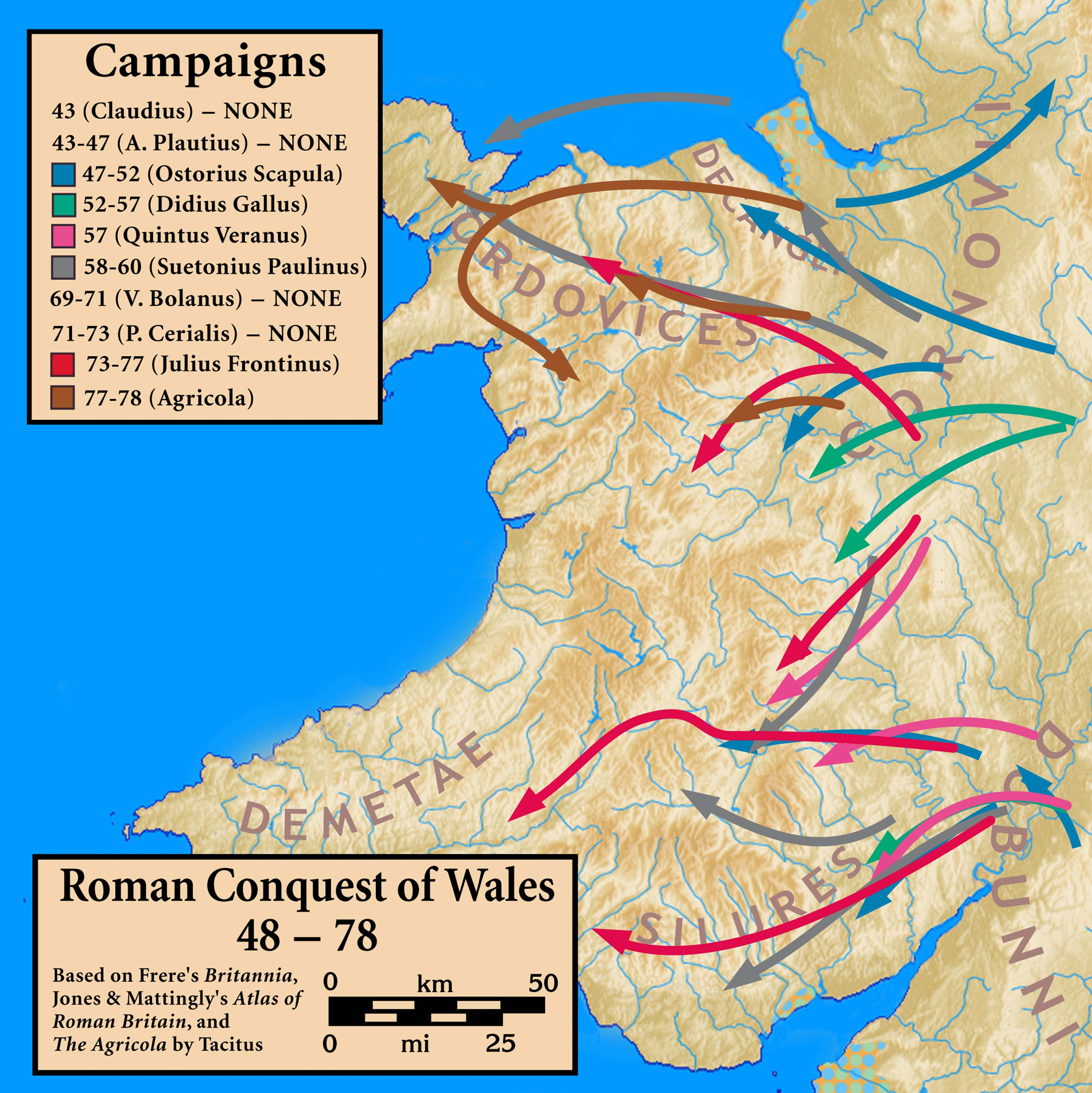
Римське завоювання Уельсу

Завоювання Уельсу римлянами почалося 48 року й тривало до 78-го, а римське правління продовжувалося до 383. Це була насильна окупація, окрім області на південному узбережжі, де існують свідчення романізації. Римляни заснували єдине місто Кейрвент. Решта території Уельсу та народ, що його заселяв, залишилися в історії Римської Британії майже без будь-яких топонімів. До 47 року Рим підкорив собі всю південну й південно-східну Британію. Надалі, між 48 та 78 роками, римляни здійснили кілька походів, метою яких було завоювання території сучасного Уельсу. Місцеві племена силурів та ордовіків чинили відчайдушний, але безуспішний опір.

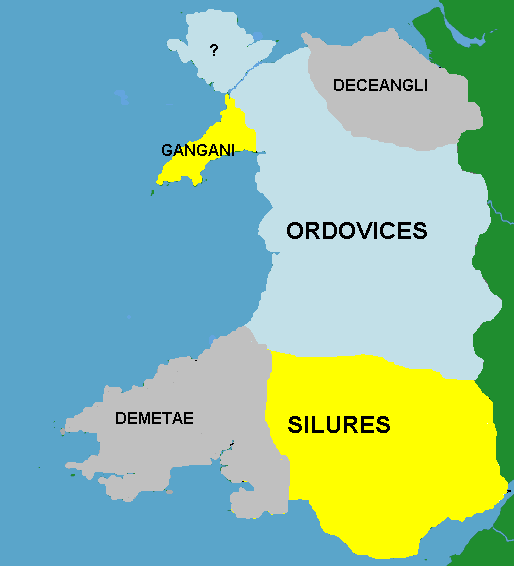
Бритські племена на землях Уельсу часів римського правління

Плем'я деметів, що жило на південному заході Уельсу, швидко уклало з римлянами мир, оскільки свідчень про війну з Римом нема, а їхня земля не усіяна укріпленнями й на ній не прокладено доріг. Лише демети вийшли з-під римського правління без змін ані на своїй землі, ані в назві племені.
Уельс був багатий на мінерали, які римляни використовували у виробництві. Вони добували золото, мідь і свинець, а також у скромних кількостях цинк та срібло. Коли копальні вичерпувалися й переставали давати прибуток, їх закидали. Римське виробництво в основному зосереджувалося в південно-східній Британії, Уельс залишався осторонь, оскільки на його території не було всієї потрібної сировини, й він був лісистою та гористою територією.
383 рік відіграв в історії Уельсу значну роль, оскільки тоді зародилися кілька значних середньовічних королівських династій. Того року римський генерал Магн Максим вивів усі війська із західної й північної Британії й повів їх на здобуття імператорської влади. Як імператор він правив із Галлії. Залишивши Британію без підтримки римських військ та забравши римських адміністраторів, він уповноважив правити місцевих вождів. Про це розповідає валлійська легенда «Сон імператора Максима», де мовиться, буцімто Максим Магн, римський імператор, одружився з британкою і запитав її, що вона хотіла б як весільний подарунок. Вона попросила, щоб її батькові віддали суверенітет над Британією. Таким чином формально влада перейшла від римлян до бритів. Одруження імператора з британкою створило можливість появи британських спадкоємців, а в Середньовіччя це було важливо. Генеалогія валлійських правителів часто починалася з Максима Магна, зокрема це стосується королівських династій Повісу та Гвенту. Аналогічно, від Максима Магна вели свій рід правителі Галловею у Шотландії. Його наводять предком короля Піллара з Елісегу, що правив через 500 років після того, як римляни пішли з Британії, він фігурує також у списках «п'ятнадцяти племен Уельсу».

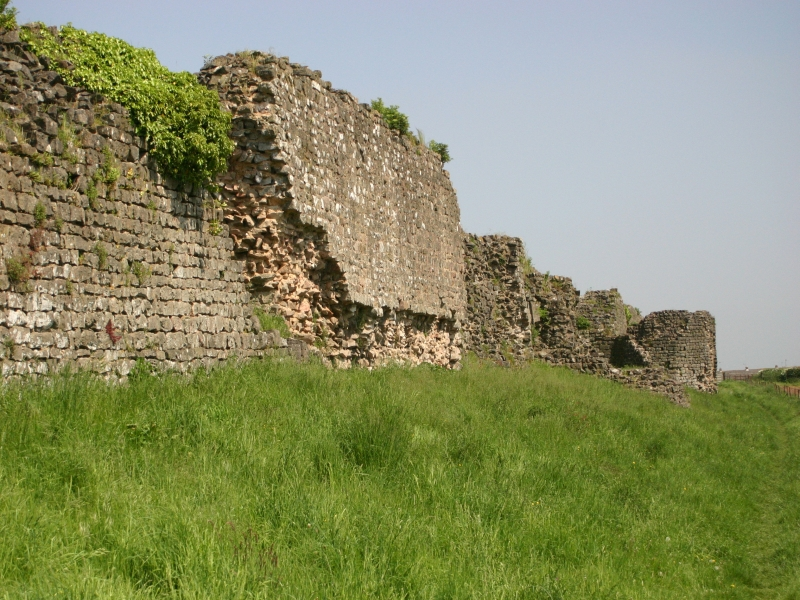
Римська стіна в Кейрвенті, споруджена бл 350 року.

Вважається, що в південному Уельсі римські традиції збереглися й після того, як римляни його покинули. У Кейрвенті продовжували жити люди, хоча Кармартен мешканці, мабуть, покинули наприкінці 4 століття. Південно-західний Уельс населяли романізовані демети. Наприкінці 4 століття почали масово прибувати переселенці з Ірландії. Обставини цього переселення малозрозумілі, бо припущення про те, що вони були романізованими здається необґрунтованим. Попри численні археологічні знахідки римського періоду на південному узбережжі та в області навколо Кейрвента, в основному від римлян залишилися військові дороги й укріплення.

## Уельс після римлян. Епоха святих: 411—700

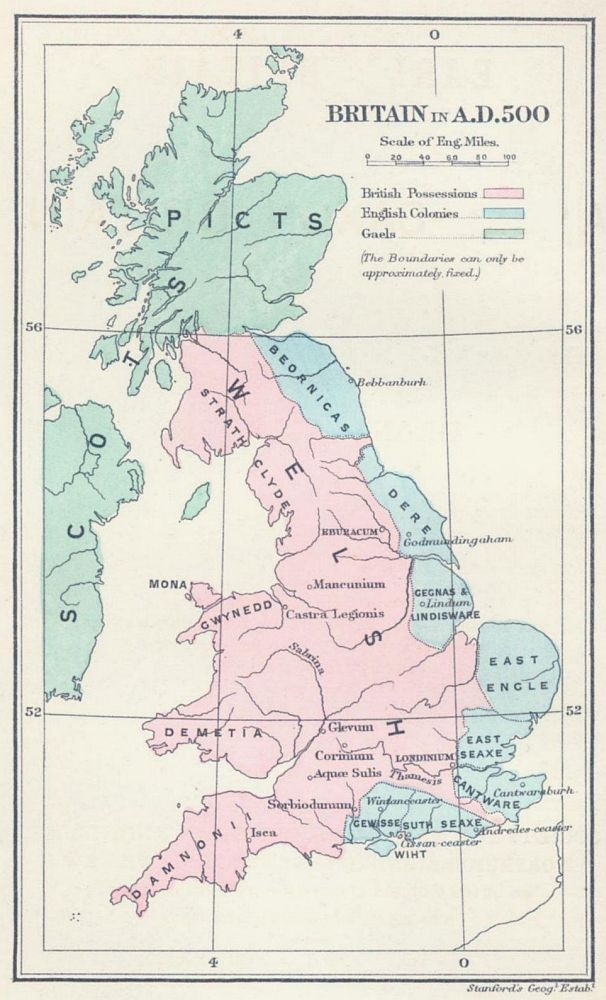
Землі валлійців на 500 рік

Коли 410 року римський гарнізон остаточно покинув Британію, численні бритські держави стали незалежними. Свідченням про те, що римський вплив зберігався, є надпис на камені з Гвінеду, зроблений наприкінці V або на початку VI століття, в якому мовиться про громадян (cives) та магістрат (magistratus). На південному заході було чимало переселенців із Ірландії, про що свідчать надписи писемністю огам. В Уельс прийшло християнство, й період між 500 та 700 роками називають «епохою святих». У цей час всюди в країні засновувалися монастирі, й діяли релігійні проповідники такі як святий Давид, Іллтуд та Тейло.

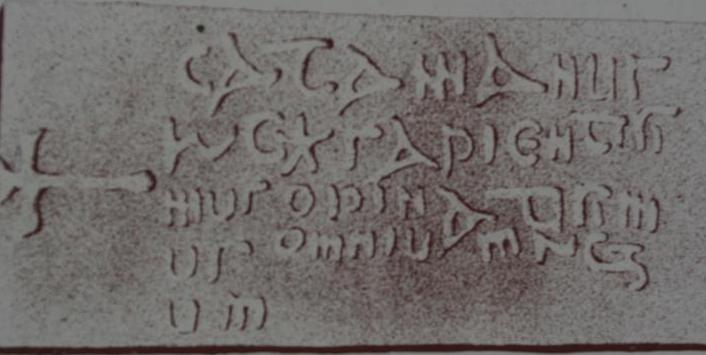
Надгробок на могилі короля Гвінету Кадфана ап Аго (помер бл. 625)

Однією з причин відходу римлян був тиск на імперію, зумовлений вторгненням варварських племен зі сходу. Ці племена, серед яких були англи й сакси, предки англійців, не змогли глибоко проникати в Уельс. Однак, вони поступово завойовували східну й південну частини Британії. У битві при Честері 616 року сили Повісу та інших бритських королівств зазнали поразки від нортумрійців, яких очолював Ательфріт. У тій битві загинув король Селіф ап Кінан. Вважається, що саме після цієї битви виникла прогалина між землями Уельсу та королівства Старої Півночі, де теж розмовляли бритськими мовами. З 8 століття Уельс залишився найбільшою з трьох бритських областей у Британії. Іншими були Стара Північ та Корнуол.
Територію Уельсу ділили між собою кілька королівств, найбільшими з яких були королівство Гвінед на півночі та королівство Повіс на сході. Гвінед був наймогутнішим в VI та VII століттях, коли ним правили Мейлгун Гвінет, який помер 547 року, та Кадваллон ап Кадфан, який помер 634 або 635 року. Кадваллон об'єднав свої сили з військами короля Пенди з Мерсії у поході проти Нортумбрії, який дозволив деякий час утримувати її під контролем.
Після загибелі Кадваллона в битві його спадкоємець Кадафейл Кадомет ап Кунфедду продовжив союз із Пендою проти Нортумбрії, але надалі Гвінед, як і інші валлійські королівства проводив здебільшого тільки оборонні війни проти могутньої Мерсії.

## Уельс у Ранньому Середньовіччі: 700—1066

Середньовічні королівства Уельсу, показані в межах відповідних сучасних графств. Усі валлійські королівства не включено.

Королівство Повіс, як найсхідніше, зазнало найбільшого тиску з боку англосаксів Чеширу, Шропширу та Герефордширу. Спочатку воно займало області, які тепер належать Англії, а його древню столицю Пенгверн різні джерела ідентифікують як сучасне місто Шрусбері або ж місцевість на північ від Басчерча. Поступово Мерсія відвоювала ці області. Спорудження земляних валів, відомих як Вал Оффи на честь короля Мерсії 8 століття Оффи, можливо означало договірну межу.
Ситуація, коли країна перебувала під правлінням єдиної людини, виникала нечасто. Цей факт пояснюють системою успадкування, яку практикували в Уельсі. Всі сини отримували рівну частку володінь батька, навіть нелегітимні, що призводило до дроблення земель. Втім, валлійські закони зобов'язували до такого розділу загалом, і королівств це не стосувалося, у них король зазвичай обирав собі спадкоємця, яким міг бути будь-який із синів, законний чи байстрюк, але тоді часто обділені кандидати починали відстоювати свої права зі зброєю в руках.
Першим правителем значної частини Уельсу був Родрі Великий, спочатку король Гвінеду. Він правив у IX столітті й розширив свої володіння за рахунок Повісу й Кередігіону. Після смерті Родрі королівство розділили його сини. Онук Родрі Гівел Добрий заснував королівство Дехейбарт, приєднавши дрібні королівства південного заходу й до 942 поширивши підконтрольні території майже на весь Уельс. Йому приписують кодифікацію валлійських законів, прийнятих на раді у Вітленді. Відтоді валлійське право називають «законами Гівела». Гівел дотримувався політики миру з англосаксами. Він помер 949 року, і його сини змогли втримати Дехейбарт, але втратили Гвінед, де по влади повернулася традиційна династія.
Між 950 та 1000 роками на Уельс дедалі частіше нападали вікінги. Хроніка принців свідчить, що 987 року Годфрі Гарольдсон захопив у Англсі 2000 бранців, і королю Гвінеду Маредіду ап Овайну довелося виплатити значні суми грошей, щоб викупити своїх співвітчизників.
Гріффідд ап Ллівелін зумів об'єднати під своїм правлінням майже всі валлійські королівства. Спочатку він був королем Гвінеду, а до 1055 року правив майже всім Уельсом, а також деякими територіями, що належать сучасній Англії. Однак, 1063 року він зазнав поразки від Гарольда Годвінсона, після чого його вбили співвітчизники. Його територія знову розділилися на традиційні королівства.

## Уельс і нормандці: 1067—1283

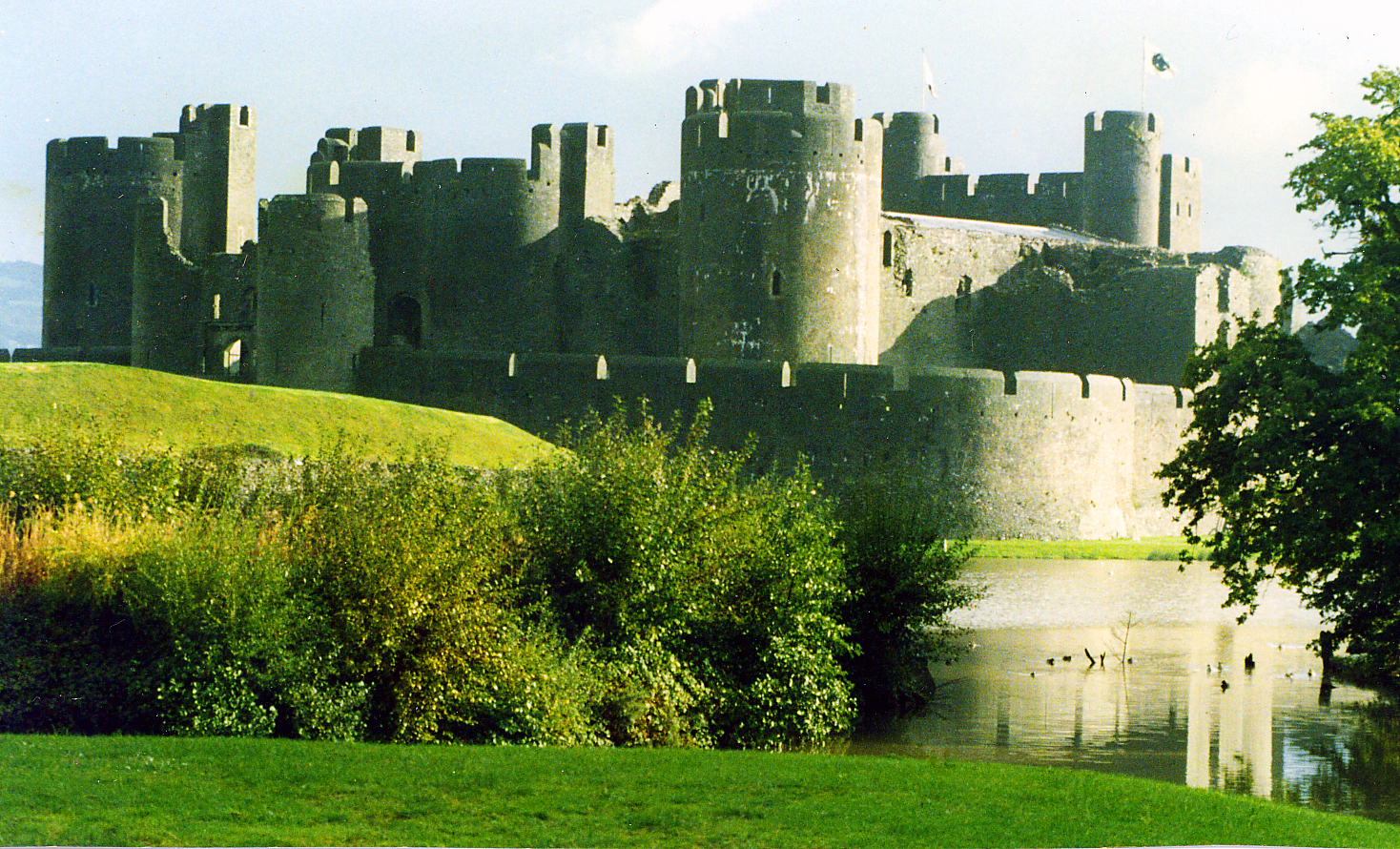
Замок Кейрфіллі, спорудження якого між 1268 та 1271 роками Гілбертом де Клером стало причиною суперечки між Ллівеліном Останнім та англійською короною, що призвело до війн 1277 й 1282 років і до втрати Уельсом незалежності

Коли нормандці підкорили собі Англію 1066 року, найвизначнішим правителем Уельсу був Бледін ап Кінфін, король Гвінеду й Повісу. Спочатку нормани захопили південь: 1070 року Вільям Фіц-Осберн оволодів Гвентом. До 1074 року сили ерла Шрусбері нищили Дехейбарт.
Убивство Бледіна ап Кінфіна 1075 року призвело до громадянської війни й дало нормандцям можливість захопити землі в Північному Уельсі. 1081 року Гріффід ап Кінан, який щойно відібрав трон Гвінету в Трагейарна ап Карадога в битві при Мінід-Карні, був запрошений на зустріч із ермлами Честеру й Шрусбері, де його схопили й ув'язнили. Більшість Гвінету опинилася в руках норманів. На півдні Вільям Завойовник просунувся до Діведа, будуючи замки і монетні двори в Сент-Девіді й Кардіффі. Ріс ап Теудур із Дехейбарту був убитий 1093 року, а його королівство розділили між собою норманські лорди. Нормандське завоювання було майже повним.
Втім, 1094 року почалося загальне повстання валлійців, і вони поступово повернули собі втрачені землі. Гріффід ап Кінан зумів збудувати сильне королівство у Гвінеді. Його син Овайн Гвінед в союзі з Гріффідом ап Рісом із Дехейбарту 1136 року здобув над нормандцями  перемогу в битві при Кріг-Маурі й анексував Кередігіон. Овайн успадкував від батька трон Гвінеду наступного року і правив до своєї смерті в 1170 році. Він зумів скористатися з відсутності єдності в Англії, де за трон йшла боротьба між С Стефаном де Блуа та імператрицею Матільдою, і розширити границі Гвінеду ще далі на схід, ніж раніше.
Королівство Повіс теж мало тоді сильного правителя в особі Мадога ап Маредіда, але коли за його смертю 1160 року помер і його спадкоємець Ллівелін ап Мадог, Повіс розділився на дві частини й вже більше не об'єднався. На півдні Гріффід ап Ріс загинув 1137 року, але його чотири сини, які один за одним правили Дехейбартом поступово відвоювали в нормандців усе королівства діда. Наймолодший із них, Ріс ап Гріффід правив з 1155 по 1197. 1171 року він зустрівся з королем Англії Генріхом II, і вони домовилися, що Ріс виплачуватиме данину, але його право на завойовані землі підтверджувалося. При своєму дворі в Кардігані Ріс провів 1176 року фестиваль поезії та пісень, який вважається першим документально засвідченим Айстедфедом. Смерть Овайна Гвінеда призвела до розділу королівства Гвінед між його синами, тож упродовж певного часу Дехейбарт під правлінням Ріса був наймогутнішою валлійською державою.

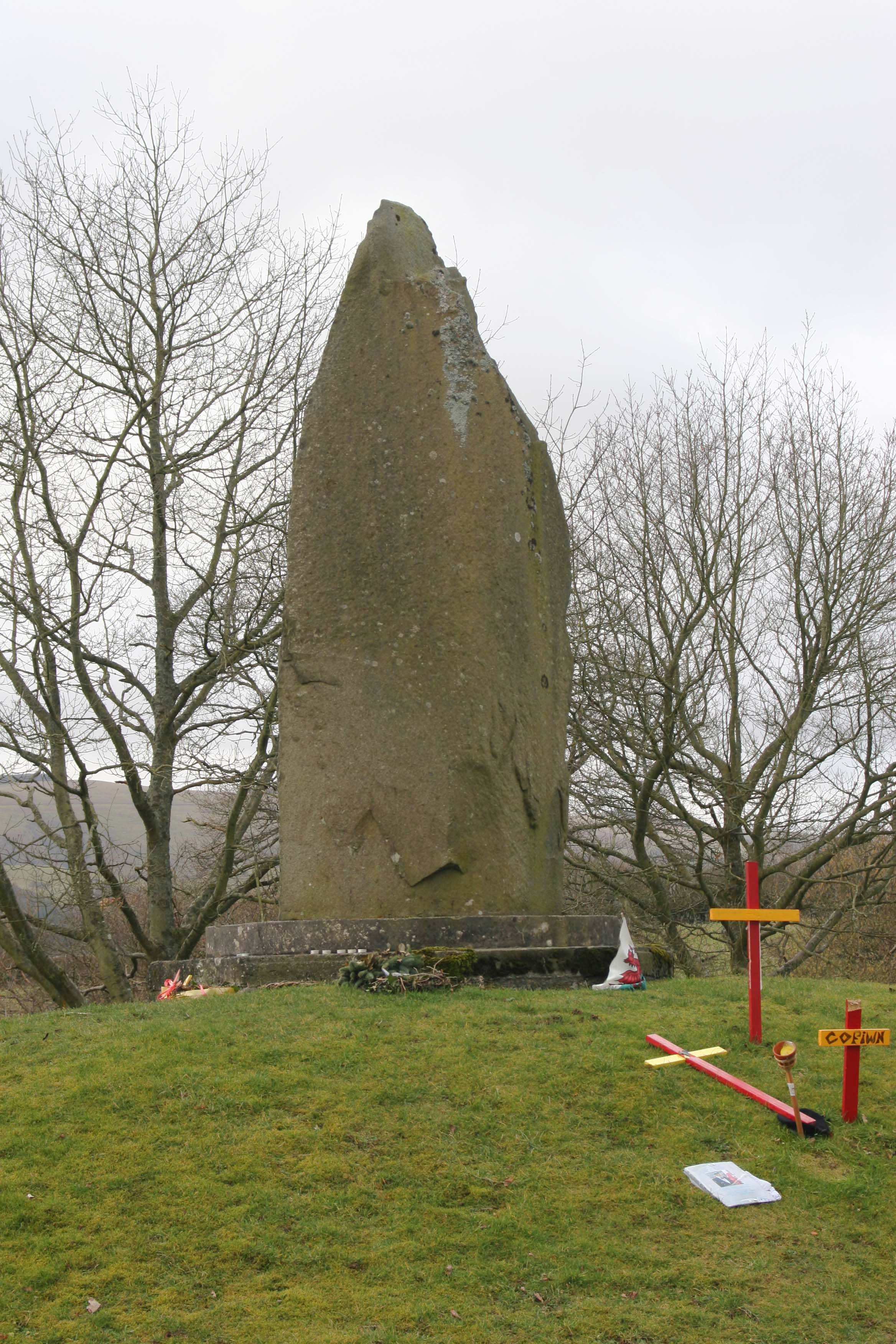
Пам'ятник Ллівеліну Великому в Кілмері

Внутрішня боротьба за владу в Гвінеді породила одного з найвизначніших валлійських правителів Ллівеліна Великого, який очолював весь Гвінед з 1200 року, а до 1240 року практично тримав під контролем увесь Уельс. Столицею він обрав місто на північному узбережжі Абергвінгрегін . Його справу продовжив у Гвінеті син Давід Ллівелін, але англійський король Генріх II не дозволив йому розповсюдити свою владу на інші частини Уельсу. 1241 року спалахнула війна, і ще одна 1245 року, а 1246 року Давід несподівано помер, не залишивши спадкоємців. Інший син Ллівеліна Великого Гріфід загинув 1244 року при спробі втечі з Тауеру, залишивши чотирьох синів. Боротьба за владу між трьома з них завершилася встановленням правління Ллівеліна Останнього. Укладений 1267 року договір Монтгомері затвердив прямий або непрямий контроль Ллівеліна Останнього над більшою частиною Уельсу. Але на землі Ллівеліна претендував також англійський король Едуард I і 1277 року розпочалася війна, яка змусила Ллівеліна піти на поступки, зафіксовані в угоді в Аберконві. Війна відновилася, коли брат Ллівеліна Давід ап Гріфід напав на замок Гаварден вербної неділі 1282 року. 11 грудня 1282 року Ллівеліна заманили в замок Буїлт-Веллс і вбили, а потім знищили його військо. Давід ап Гріфід продовжував опір, але його полонили у червні 1283 й повісили, втопили та четвертували в Шрусбері. Таким чином Уельс став першою колонією Англії, хоча формально анексія була затверджена тільки Актами 1535 та 1542 років.

## Встановлення англійського правління: 1283—1542
Рідланський статут 1284 року обмежив дію валлійських законів. Проголосивши його, Король Едуард I розпочав спорудження в Уельсі системи замків. 1301 року він затвердив свою владу над Уельсом, надавши своєму синові титул принца Уельського. Уельс фактично став частиною Англії, хоча люди в ньому розмовляли іншою мовою й мали іншу культуру. Англійські королі призначали Раду Уельсу, й іноді принц Уельський головував на її засіданнях. Рада зазвичай збиралася в місті Ладлоу, яке зараз належить Англії, а тоді лежало на спірній території в межах Валлійської марки. Водночас валлійська література й особливо поезія продовжували процвітати, хоча тепер патронаж над поетами взяло на себе дрібне дворянство, а не королі та принци. Поет 14 століття Давід ап Гвілім вважається найвизначнішим валлійським поетом.
Валлійці повставали, зокрема одне з повстань очолював у 1294–1295 роках Мадог ап Ллівелін, інше Ллівелін Брен у 1316–1318 роках. У 1370-х останній представник чоловічої лінії династії Гвінеду Овайн Лаугох двічі планував вторгнення в Уельс з допомогою французьких військ. Англійський уряд відреагував на загрозу, підіславши до нього найманого вбивцю.
1400 року Овайн Гліндур повстав проти короля Генріха IV. Він завдав англійцям кількох поразок і впродовж тривалого часу контролював більшу частину Уельсу, навіть зібрав перший валлійських парламент. Втім, поступово королівські сили відновили контроль над Уельсом, і повстання вщухло, хоча самого Овайна упіймати не вдалося. Повстання Овайна підняло національну свідомість валлійців, його підтримували в усій країні.
У відповідь на повстання Гліндура 1402 року англійський парламент прийняв закон, що забороняв валлійцям носити зброю, займати урядові посади й мешкати в межах укріплених міст. Ці заборони стосувалися також англійців, одружених із валлійками. Закон залишався чинним і після придушення повстання, хоча поступово його застосування пом'якшилося.

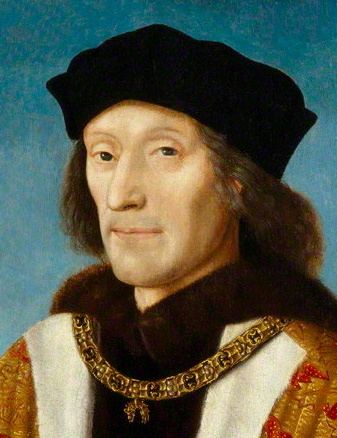
Генрі Тюдор, пізніше англійський король Генріх VII

У Війні Троянд, що розпочалася 1455 року, послуги валлійських військ використовували обидві сторони. В Уельсі значними політичними фігурами були два ерли Пембруку: Вільям Герберт, який підтримував Йорк, та Джаспер Тюдор, який підтримував Ланкастер. 1485 року племінник Джаспера Генрі Тюдор висадився в Уельсі з незначними силами й розпочав боротьбу за англійський трон. Генрі був валлійського походження, серед його предків був, зокрема, Ріс ап Гріфід, а тому отримав значну підтримку в Уельсі. Здолавши короля Річарда III у битві при Босворті, він став королем Англії Генріхом VII.
За часів правління Генріха VIII були прийняті Акти про закони в Уельсі від 1535 та 1542 років, які формально затвердили приєднання Уельсу до Англії, відмінивши дію валлійського права й заборонивши використання валлійської мови як офіційної. Водночас уперше були затверджені кордони між Англією та Уельсом й валлійцям було надано право обирати членів англійського парламенту від своїх округів. Акти про закони також урівняли права англійців та валлійців, що фактично скасувало дію закону про заборону зброї, хоча прямої юридичної відміни не відбулося.

## Нова історія
Після розриву Генріха VIII з Папою Римським Уельс разом із Англією прийняв англіканство, хоча в країні залишилися католики, які, намагаючись протистояти змінам, надрукували кілька книжок валлійською мовою, і ці книги були серед перших спроб книгодрукування в Уельсі. 1588 року Вільям Морган переклав валлійською мовою Біблію, і цей переклад став однією з найважливіших книг валлійською, піднявши престиж мови та валлійської літератури.
У Війні трьох королівств 17 століття Уельс був майже повністю роялістським, хоча серед валлійців зустрічалися яскраві винятки, як наприклад Джон Джонс Мейсігарнед та пуританин Морган Ллвід. Король Карл I значною мірою спирався на валлійські сили, хоча в самому Уельсі великих битв не відбувалося. Друга громадянська війна в Англії почалася з того, що війська Пембрукширу, яким не виплачували зарплатню, на початку 1648 року перейшли на іншу сторону. Полковник Томас Гортон переміг роялістів у битві при Сент-Вагані в травні, а 11 липня після двомісячної облоги Пембруку повстанці здалися Кромвелю.
Уельс не міг похвалитися на початку Нових часів освіченістю своїх мешканців, оскільки освіту можна було отримати англійською, а більшість населення розмовляла тільки валлійською. 1731 року Гріфіт Джонс започаткував у Кармартенширі пересувні школи, які зупинялася в певній місцевості на три місяці, навчали людей грамоти, а потім переїжджала далі. Викладання в цих школах проводилося валлійською мовою. До смерті Гріфіта Джонса в 1761 році, за оцінками в його школах навчилися читати понад 250 тис. людей.
У XVIII столітті почалося валлійське відроження методизму, яке очолювали Деніел Роуленд, Говелл Гарріс та Вільям Вільямс Пантиселін. На початку XIX століття валлійський методизм відділився від англіканської церкви й встановив свою власну деномінацію, яка тепер називається Пресвітеріанською Церквою Уельсу. Це дозволило посилитися іншим неконформістським деномінаціям, і на середину XIX століття Уельс став здебільшого неконформістським. Для валлійської мови це багато важило, оскільки вона була мовою неконформістських церков в Уельсі. Важливою рисою життя стали недільні школи, які дали грамотність значній частині населення Уельсу й сприяли виживанню валлійської мови, яка в школах тоді не викладалася.
Під кінець XVIII століття почалася промислова революція, і багатство південно-східного Уельсу на природні ресурси — залізну руду, вапняк та вугілля — призвело до швидкого росту числа плавилень та вугільних копалень.

## Сучасна історія
У XIX столітті відбулася індустріалізація Південного Уельсу. Це та відкриття вугільних копалень у долинах Сінону й Ронди привело до значного збільшення населення. Соціальні наслідки індустріалізації призвели до збройної боротьби проти власників, які були здебільшого англійцями. У Південному Уельсі в другій половині століття виник сильний соціалістичний рух, що сприяло політизації релігійного нонконформізму. Першого члену парламенту від Лейбористської партії Кейра Гарді було обрано 1900 року від валлійського округу Мертір-Тідвіл та Абердер.
Перша декада XX століття була періодом вугільного буму в Південному Уельсі. Ріст населення тоді перевищив 20 відсотків. Демографічні зміни вплинули на мовний кордон. Відсоток валлійськомовних людей в долині Ронди знизився з 64 % у 1901 до 55 % вже через десять років. Аналогічні тенденції прослідковувалися всюди в Південному Уельсі. Лейбористська партія витіснила в Уельсі Ліберальну після Першої світової війни, особливо це стосувалося індустріалізованих долин Південного Уельсу. Плайд Кемри виникла 1925 року, але спочатку вона зростала дуже повільно й набирала на виборах дуже мало голосів. Виробництво, особливо видобуток вугілля, впало після Другої світової війни. До 1990-х в Уельсі залишилася лише одна глибока шахта. Аналогічно скоротилося виробництво сталі, і валлійська економіка, як і економіка багатьох інших розвинутих суспільств, стала дедалі більше орієнтованою на сектор послуг.
Ліберальний уряд, обраний у травні 1997 року, прийшов до влади з обіцянками створення національних інституцій в Шотландії та Уельсі. 1997 року було проведено референдум, на якому валлійці проголосували «за». 1999 року було встановлено Національну асамблею Уельсу, яка має право визначати як витрачаються кошти, виділені бюджетом на Уельс.
Перепис 2001 року засвідчив зростання людей, що назвали рідною мовою валлійську, до 21 %, порівняно з 18,7 % 1991 року та 19 % 1981 року. До того відсоток валлійськомовного населення впродовж XX століття поступово знижувався.
Акт про уряд Уельсу 2006 року реформував Національну асамблею Уельсу й розширив її права. Була створена виконавча гілка влади, підзвітна законодавчій. Після успішного референдуму 2011 року Національна асамблея отримала право встановлювати закони, які мають назву актів асамблеї і мають чинність стосовно всіх справ областей, не вимагаючи затвердження Британським парламентом.